# Kikunae Ikeda
Kikunae Ikeda (jap. 池田 菊苗 Ikeda Kikunae; ur. 8 października 1864, zm. 3 maja 1936) – japoński chemik, profesor chemii na Cesarskim Uniwersytecie Tokijskim. 

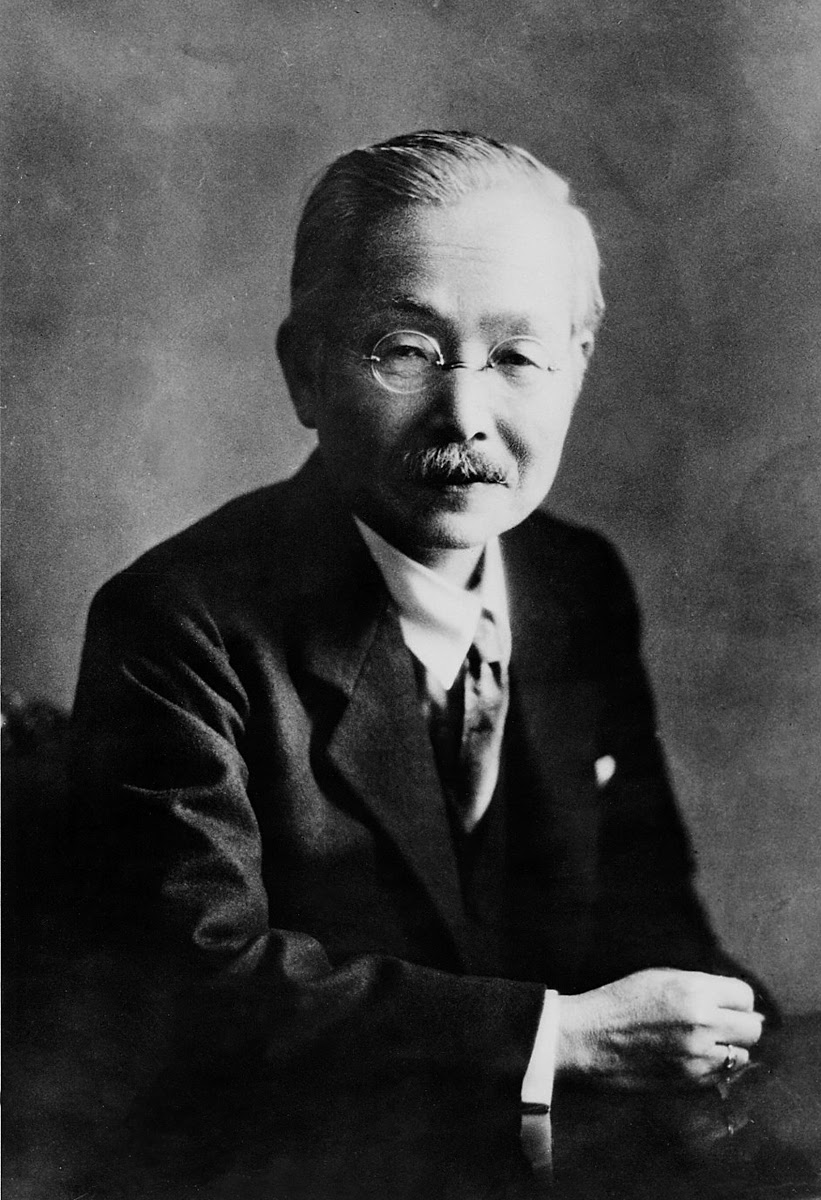
Kikunae Ikeda

W 1908 roku Kikunae Ikeda zauważył w trakcie rodzinnego obiadu, że zupa konbu-dashi (rodzaj bulionu z wodorostów) z tofu ma inny smak, niż: słodki, słony, kwaśny i gorzki. Zaintrygowany zaczął analizować kompozycję kombu-dashi. Mniej więcej w tym samym czasie Hiizu Miyake (1848–1938), pierwszy japoński lekarz medycyny, postawił hipotezę, że dobry smak stymuluje trawienie. Zachęcony tym pomysłem Ikeda podwoił swoje wysiłki badawcze i w końcu odkrył, że konbu ma charakterystyczny smak dzięki kwasowi glutaminowemu, rodzajowi aminokwasu. Nazwał ten smak umami,  co w języku japońskim dosłownie oznacza „esencję pyszności” i opracował metodę produkcji przypraw, których kluczowym składnikiem jest glutaminian.
W latach poprzedzających odkrycie Ikeda przebywał na studiach w Lipsku, gdzie zwrócił uwagę na dobry stan zdrowia Niemców, co wzbudziło w nim pragnienie poprawy odżywiania Japończyków. Podobne marzenie podzielał biznesmen zajmujący się sprzedażą ryżu i alkoholu, Saburōsuke Suzuki (1867–1931). Kupił on patent na produkcję substancji przyprawowej od Ikedy i założył firmę Suzuki Pharmaceutical Company, która sprzedawała ten produkt. Po jego udoskonaleniu został przemianowany na ajinomoto (aji-no-moto). Tak powstała firma Ajinomoto Co., Inc., a przyprawa stała się sławna nie tylko w Japonii, ale na całym świecie.